# Église Saint-Martin de Chennegy
L'église Saint-Martin est une église située à Chennegy, en France.

## Description
L’édifice est rectangulaire, avec une nef centrale entourée de collatéraux de même hauteur. Il se termine par une abside à cinq pans est. Enfin, le clocher-proche à l’ouest s’élevant sur trois niveaux construit en pierre crayeuse.
A l’intérieur on retrouve au centre du chœur la pierre tombale de Pierre de Lamarre, décédé le 5 avril 1540. L’église possède également deux sculptures du XVIe siècle. Enfin, une peinture de la Charité de saint Martin réalisée par Anne-François Arnaud en 1826 datant du XIXe siècle y est représentée.

## Localisation
L'église est située sur la commune de Chennegy, dans le département français de l'Aube.

## Historique
L'édifice est inscrit au titre des monuments historiques en 1990.
L'église a été bâtie au débit du XVIème siècle. Elle a été ruinée pendant les guerres de Religion mais rebâtie aux XVIIe et XVIIIe.